# Kleine Balge

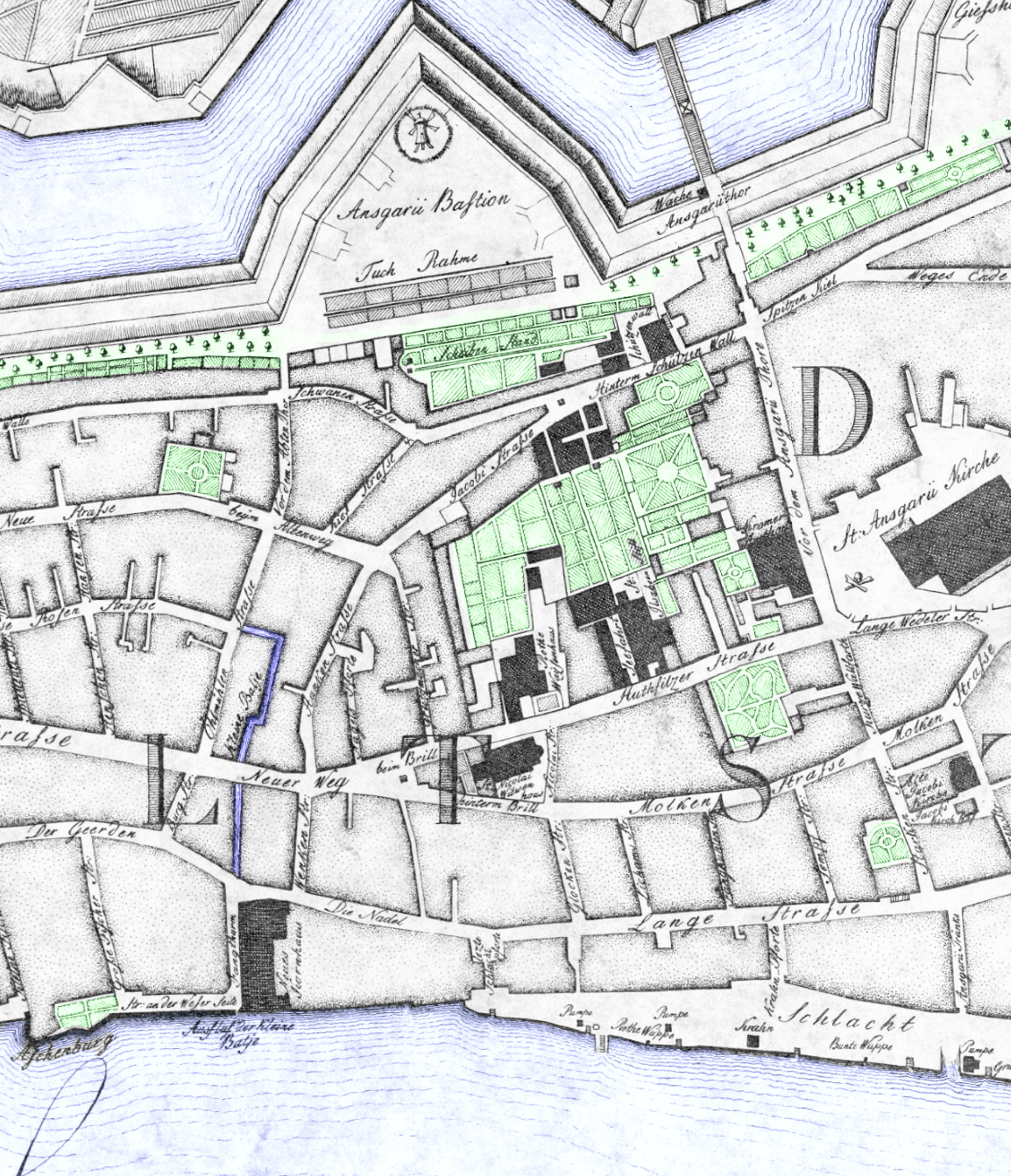
Bremen 1796 (Murtfeld-Plan): Kleine Balge „oberhalb“ = nordöstlich des Neuen Kornhauses (dunkles Gebäude an der Weser)

Die Kleine Balge war ein Wasserlauf im Bereich der Bremer Altstadt, der das erst später ummauerte Stephaniviertel von der übrigen Stadt abgrenzte. Sie entwässerte ein als Schwanengatt bekanntes Stillgewässer und mündete nach nur wenigen Hundert Metern annähernd geraden Verlaufes rechtsseitig in die Weser. Der letzte Stadtplaneintrag findet sich 1829. Balge bzw. Balje bedeutet auf Plattdeutsch „Wasserlauf“, „Fahrrinne“ oder „Graben“. 
Im Gegensatz zur Großen Balge – die als rechter Seitenarm der Weser etwas flussaufwärts den ersten Bremer Hafen darstellte – kam der Kleinen Balge nie sonderliche wirtschaftliche Bedeutung zu. Strategische Relevanz erlangte sie lediglich, als sie im 11. Jahrhundert als dessen westlicher Abschnitt in den Stadtgraben vor der ersten Stadtmauer integriert wurde. Das Schwanengatt erfuhr dadurch eine signifikante Verkleinerung und bildete lange Zeit eine taktisch schwache Stelle in der Befestigungsanlage. Ab 1307 wurde auch das Stephaniviertel ummauert, aber zunächst nur landseitig. Darum wurden die alte Mauer und ihr Graben bis ins 16. Jahrhundert instand gehalten. Im 16. Jahrhundert wurde die (äußere) Mauer vom Stephanitor entlang des Weserufers flussaufwärts verlängert, und die weserabgewandten Mauerabschnitte wurden wegen der zunehmenden Durchschlagskraft von Geschützen durch einen vorgelagerten Wall verstärkt.
Nun war die alte Mauer innerhalb der Stadt als Verkehrshindernis auch im Verteidigungsfall von Nachteil. Darum brach man sie seit 1551 ab. Gleichzeitig deichte man die Kleine Balge von der Natel bis zum Schwanengatt ein. Teilweise wurde es irgendwann auch zugeschüttet. Im ersten wirklich exakten Plan der Bremer Alt- und Neustadt, 1796 von Carl Ludwig Murtfeldt vermessen und von Georg Heinrich Tischbein  gedruckt, beginnt die Kleine Balje an der Öhlmühlenstrasse gegenüber der Grossen Rosen Strasse, fließt kurz nach Osten und dann nach Süden. Von der Natel (nur noch Straßenname) bis zum Ausfluss in die Weser an der Westecke des Neuen Kornhauses war sie 1796 mit der Straße Fangturm überbaut.  
Das Schwanengatt wurde 1547 zugedeicht, was eine Verstärkung der Befestigungsanlagen in diesem Bereich ermöglichte. Heute trägt eine sehr kurze gleichnamige Straße in der Bremer Altstadt den Namen Schwanengatt, die Jakobistraße und Abbentorstraß miteinander verbindet und dabei über einen Innenhof führt. Vor dem Zweiten Weltkrieg war sie etwas länger, indem sie weiter östlich an die Jacobistraße anschloss. In den Plänen des 18. Jahrhunderts hieß sie Schwanenstraße. Das Gewässer kann sich bis südlich dieser Straße erstreckt haben, aber vor allem weiter nach Nordosten.